# Punkten.se
Punkten.se var en svensk redaktionredaktionell nöjessajt grundad 1998. År 2004 utnämndes den till Sveriges 24:e bästa webbplats av tidningen Internetworld. Man skrev om ämnen som musik, film, tv och tv-spel och hade en ungdomlig framtoning.